# هندریک کلوسترمان
هندریک دو کلوسترمان (به هلندی: Hendrik Douwe Kloosterman) (زاده ۹ آوریل ۱۹۰۰ در روتفاله - درگذشته ۶ می ۱۹۶۸ در لایدن) ریاضیدان اهل هلند بود.

## زندگی و کارنامه
کلوسترمان در لاهه به مدرسه رفت و سپس به دانشگاه لایدن رفت و در سال ۱۹۲۴ در همان دانشگاه تحت سرپرستی یان کلویور درجه دکتری را دریافت کرد. سپس مدتی را نزد هرالد بوهر در کپنهاگ و هاردی در آکسفورد گذراند. کلوسترمان در رساله اش تقریب مجانبی شمار ریشه‌های یک فرم مربعی با بیش از ۵ متغیر را بررسی کرده بود و برای این کار از روش هاردی -لیتلوود بهره گرفته بود که برای معادلات درجه ۴ نیز قبل استفاده نبود و بنابراین او مجموع‌های کلوسترمان را معرفی نمود که کاربردهای فراوانی در نظریه تحلیلی اعداد و فرم‌های پیمانه ای دارند. وی در سال ۱۹۲۶ به دانشگاه گوتینگن رفت و سال پس از آن با اریش هکه در دانشگاه هامبورگ همکاری کرد و در آنجا روش خود برای یافتن ضرایب فوریه فرم‌های پیمانه ای را به کار گرفت. در سال ۱۹۳۰ در لایدن به درجه استادی رسید و در زمان جنگ جهانی دوم که دانشگاه بسته بود به کار روی نمایش‌های زیرگروه‌های متناهی گروه‌های پیمانه ای تابع‌های تتا پرداخت. در سال ۱۹۴۷ دوباره استاد دانشگاه لایدن شد.